# Marqués de Esquilache
Leopoldo de Gregorio y Masnata, marqués de Esquilache (Mesina, 23 de diciembre de 1699-Venecia, 15 de septiembre de 1785) fue un diplomático y político italiano al servicio de Carlos III en Nápoles y España.

## Biografía
El nombre de Esquilache es la castellanización del italiano Squillace, municipio marítimo de la provincia de Catanzaro, en la Calabria. Es la antigua Skylletion de la era helénica.
Las primeras referencias ciertas a Leopoldo di Gregorio se encuentran hacia sus cuarenta años, combatiendo en Italia. Retirado más tarde a su natal Messina, en 1748, el futuro rey de España Carlos III (entonces Carlos VII de Nápoles), le nombró inspector de aduanas. Aquí se inició su vinculación al monarca, que sería de por vida. Más tarde se ocupó de la Secretaría de Hacienda del Reino de Nápoles.
La entronización de Carlos III como rey de España en 1759 llevó al marqués junto a la Corona de nuevo. Nombrado primero en la Hacienda real, pasó a ocupar también la secretaría de Guerra en 1763. Con la absoluta confianza de Carlos III para llevar a cabo las reformas ilustradas, se convirtió en mano derecha del rey y, junto al marqués de la Ensenada, inició cambios encaminados a la modernización del país. Sin embargo, contó con la manifiesta hostilidad de la mayoría de la nobleza presente en la corte, que le vio como un extranjero empeñado en aplicar sin medida el despotismo ilustrado.
Se enemistó con la entonces población española por sus medidas de control, que concernían hasta la vestimenta —detonante formal del conocido como Motín de Esquilache—, para evitar que se ocultasen armas de fuego bajo capas o faldones. La Iglesia, airada con su política anticlerical, se opuso a las medidas que la obligaban a la no confiscación libre de bienes sin antes recurrir al Estado y a la obligación de pagar tributo por los bienes que tuviera en desuso.
Por el contrario, su buena administración fue bien acogida en las reformas de la villa de Madrid, que incluyeron saneamiento y alumbrado, además de mejoras notables en el trazado urbano que han perdurado y permitieron que a Carlos III se le llamase con el transcurrir del tiempo «el mejor Alcalde de Madrid». Estableció por vez primera la administración de rentas y aduanas en América, más concretamente en la Luisiana y Cuba, así como servicios permanentes de intendencia para las tropas allí desplazadas.

### El motín
La situación previa a los sucesos del 23 al 26 de marzo de 1766, los cuales dieron lugar a la salida de España de Esquilache, era propia del régimen despótico de la época. Por una parte, la Corte vivía en un ambiente de opulencia ante una población que sufría carestías en los alimentos básicos. Por otra, nobles y eclesiásticos, en especial jesuitas afectados por las reformas, habían hecho causa común con el pueblo llano. Sea como fuere, conjura o no, el motín general en Madrid obligó al Rey a aceptar las condiciones más o menos impuestas: salida de Esquilache del gobierno y su marcha inmediata a Nápoles y reforma de todo el gabinete. Otras peticiones no se atendieron: el precio de los productos alimenticios siguió alto, al no intervenirse en la política de abastos, y se mantuvo la Real Orden que regulaba las obligaciones sobre la vestimenta con capa corta. Poco después, en 1767, Carlos III no dudaría tampoco en expulsar a los jesuitas.
Esquilache abandonó definitivamente España en abril de 1766 desde el puerto de Cartagena, de rumbo a Nápoles. El día 5 de abril del citado año, a punto de salir hacia Italia dejó escrito: «yo he limpiado Madrid, le he empedrado, he hecho paseos y otras obras... que merecería que me hiciesen una estatua, y en lugar de esto me ha tratado tan indignamente». Ya desde Nápoles, y más tarde desde Sicilia, Esquilache no cesó de clamar por la rehabilitación de su honra, pidiendo un puesto que demostrase su inocencia, hasta que consiguió la embajada de Venecia en 1772, la cual conservaría hasta su muerte en 1785.

## Teatro y cine
Existe una obra de teatro basada en el marqués de Esquilache y el Motín, de Antonio Buero Vallejo Un soñador para un pueblo (1958), y una adaptación al cine: Esquilache, con varias candidaturas a los Premios Goya (1989).